# Єжи Енгель
Єжи Енгель (пол. Jerzy Engel [vwaˈdɨswav ˈjɛʐɨ ˈɛŋɡɛl], нар. 6 жовтня 1952, Влоцлавек) — польський футболіст, що грав на позиції нападника. По завершенні ігрової кар'єри — тренер.
Рано завершивши ігрову кар'єру через травму, він став тренером і працював з низкою польських та кіпрських клубів, а також збірною Польщі, яку вивів вперше за 12 років на чемпіонат світу.

## Ігрова кар'єра
Розпочав займатись футболом у командах «Юнак» та «Куявяк» з рідного міста Влоцлавек. Під час навчання в Варшавській академії фізичної культури грав за клуб AZS-AWF (Варшава), після чого потрапив в «Полонію», де і закінчив свою ігрову кар'єру в 1974 році у 22 роки через травму.

## Кар'єра тренера
Розпочав тренерську кар'єру у резервній команді «Полонія», що грала в регіональній лізі та «Гутнику» (Варшава) (III ліга). Крім того, він працював у командах «Блонянка» (Блоне) (III ліга), «Полонія» (II ліга) та «Полонія» (Бидгощ) (III ліга).
У травні 1981 року увійшов у тренерський штаб польської збірної, а сім місяців потому він повернувся до «Гутника» (Варшава), з яким в 1983 році вперше в історії клубу вийшов у другий дивізіон.
Починаючи з 1984 року він був помічником Єжи Копи у «Легії», а в червні 1985 року у віці 33 років він став головним тренером клубу. З ним став віце-чемпіоном країни в сезоні 1985/86. Через кілька місяців «Легія» була близька до того, щоб вибити грізний «Інтернаціонале» у другому раунді Кубка УЄФА (3:2, 0:1). Енгель подав у відставку після перших чотирьох турів сезону 1987/88, в яких команда зазнала три поразки.
З 1988 по 1995 рік він працював у кіпрських клубах «Аполлон», «Пафос» та «Неа Саламіна» без особливого успіху.
У другій половині 90-х років він сидів за столом спортивного директора частіше, ніж на тренувальній лаві. У сезоні 1995/96 він працював у «Легії», що грала тоді у Лізі чемпіонів, а потім протягом трьох років у «Полонії». Він створив ефективний дует з молодим тренером Даріушом Вдовчиком. Їх спільним успіхом були  виграші чемпіонату Польщі, Кубка Ліги та Суперкубка Польщі у 2000 році.
У жовтні 1999 року Януш Войцик був звільнений з посади головного тренера польської збірної. Новими кандидатами розглядалия двоє тренерів — Францішек Смуда та Генрик Касперчак. Утім перший не зміг розірвати контракт з «Легією», а Касперчак не мав контактів з польським футболом, оскільки він багато років працював за кордоном. Нарешті, вибір упав на Енгеля, який взяв на себе обов'язки тренера з 1 січня 2000 року. Незважаючи на слабкий старт (перші шість ігор без перемог, з них чотири без забитих м'ячів), у кваліфікації на ЧС-2002 поляки виграли групу, випередивши Україну, Білорусь та Норвегію. Участь у мундіалі забезпечив значною мірою найкращий польський гравець нігерійського походження Еммануель Олісадебе, який дебютував і став одним з відкриттів саме під керівництвом Енгеля. Єжи Енгель був першим тренером з 1986 року, який зумів вивести польську кадру на чемпіонат світу. Проте на самому турнірі збірна програла перші два матчі (0: 2 — з Південною Кореєю та 0:4 з Португалією)) і завчасно вилетіла з турніру. Преса звинувачувала тренера в тому, що він не може підтримувати дисципліну в команді, і був надто прив'язаний до гравців, які сформували кістяк в кваліфікації. Після чемпіонату Енгель покинув збірну.
Після річної перерви Енгель повернувся на роботу спортивного директора, спочатку в «Легію», потім у «Полонію».
З червня по жовтень 2005 року він був тренером «Вісли» (Краків), з якою був близький, щоб вперше в історії вивести її в груповий етап Ліги чемпіонів (здобувши в першому матчі кваліфікації вдома перемогу 3:1 над грецьким «Панатінаїкосом», на виїзді краківчани поступились 1:4 після додаткового часу). Він був звільнений після поразки від «Віторії» «Гімараєш» в Кубку УЄФА.
З грудня 2005 року по травень 2006 року працював в АПОЕЛі і виграв з ним Кубок Кіпру. Після чого повернувся на функціонерську роботу.

## Титули і досягнення
- Володар Кубка Кіпру (1):

АПОЕЛ: 2005-06